# Arene (España)
Arene es una entidad de población española del municipio de Arrancudiaga, perteneciente a la provincia de Vizcaya, en la comunidad autónoma del País Vasco. En 2022, la entidad singular de población tenía empadronados 650 habitantes y el núcleo de población, 350.